# Nikolla Zoraqi
Nikolla Zoraqi też jako: Nikola Zorachi (ur. 24 stycznia 1929 w Tiranie, zm. 9 listopada 1991 tamże) – albański kompozytor i skrzypek, pochodzenia arumuńskiego.

## Życiorys
Był synem Grigora. Edukację muzyczną rozpoczął od prywatnych lekcji gry na skrzypcach. Uczył się w szkole artystycznej Jordan Misja w Tiranie, którą ukończył w 1950. Pracował potem jako nauczyciel muzyki, zanim został powołany do służby wojskowej, gdzie występował w wojskowym zespole pieśni i tańca, pod kierunkiem Gaqo Avraziego. W tym czasie komponował swoje pierwsze utwory, był także dyrygentem zespołu.
W 1958 wyjechał na studia w moskiewskim konserwatorium im. Piotra Czajkowskiego. Kształcił się tam pod kierunkiem Jurija Aleksandrowicza Szaporina. W 1961 z kryzysu w stosunkach albańsko-radzieckich musiał przerwać studia i powrócić do Albanii.
W 1961 podjął pracę w ministerstwie kultury jako inspektor w referacie muzyki, a następnie kierował Domem Twórczości Ludowej. W 1966 przeszedł do Radia Tirana, gdzie został szefem redakcji muzycznej. W 1971 odszedł z radia i poświęcił się twórczości kompozytorskiej. Prowadził także zajęcia ze studentami w Instytucie Sztuk w Tiranie w klasie kompozycji.
W latach 1968–1976 trzykrotnie był wybierany deputowanym do parlamentu (alb. Kuvendi Popullor) z okręgu Tirana.
Pozostaje do dziś jednym z najbardziej płodnych kompozytorów albańskich. W dorobku kompozytorskim Nikolli Zoraqiego znajduje się 30 utworów operowych, muzyka baletowa, utwory instrumentalne i wokalne, a także muzyka filmowa. Za swoją działalność twórczą został wyróżniony tytułem Artysty Ludu (alb. Artist i Popullit). Imię Zoraqiego nosi jedna z ulic w Tiranie (dzielnica Xhamlliku).

## Dzieła
- 1956: Përtacet (Leniuszek, operetka dla dzieci)
- 1956: Pas beteje (Po bitwie, ballada)
- 1961: Koncert skrzypcowy nr. 1
- 1966: Vjollca e Skënderbeut (opera)
- 1967: Fundi i Golemëve (opera)
- 1967: Rapsodia nr.1 na skrzypce i orkiestrę
- 1970: Cuca e malëve (Dziewczyna z gór, balet)
- 1975: Komisari (Komisarz, opera)
- 1975: Tirana ne feste (Świąteczna Tirana, suita symfoniczna)
- 1977: Tokë e pamposhtur (Niezwyciężona ziemia, balet)
- 1982: Shote e Azem Galica (Shote i Azem Galica, balet)
- 1984: Joniada (balet)
- 1987: Karikaturat (Karykatury, operetka dla dzieci)
- 1988: Adtheu im (Moja ojczyzna, kantata)
- 1989: Paja (opera komiczna)

## Muzyka filmowa
- 1965: Vitet e para
- 1967: Duel i heshtur
- 1974: Cuca e malëve
- 1978: Pas gjurmeve